# Carlo Biagi
Carlo Biagi (Viareggio, 20 aprile 1914 – Milano, 16 aprile 1986) è stato un calciatore italiano, di ruolo centrocampista.

## Caratteristiche tecniche
Giocava nel ruolo di interno sinistro.

## Carriera
Ha militato negli anni Trenta nel Viareggio, nel Prato, nel Pisa e nel Napoli.
Ha giocato in Nazionale maggiore in occasione dei Giochi Olimpici di Berlino 1936, quando disputò tutte e quattro le gare degli azzurri e dette il suo contributo per la conquista della medaglia d'oro; in particolare segnò una quaterna in occasione della gara dei quarti di finale in cui gli azzurri sconfissero 8-0 il Giappone.

## Statistiche

### Cronologia presenze e reti in nazionale
| Cronologia completa delle presenze e delle reti in nazionale ― Italia | Cronologia completa delle presenze e delle reti in nazionale ― Italia | Cronologia completa delle presenze e delle reti in nazionale ― Italia | Cronologia completa delle presenze e delle reti in nazionale ― Italia | Cronologia completa delle presenze e delle reti in nazionale ― Italia | Cronologia completa delle presenze e delle reti in nazionale ― Italia | Cronologia completa delle presenze e delle reti in nazionale ― Italia | Cronologia completa delle presenze e delle reti in nazionale ― Italia |
| Data                                                                  | Città                                                                 | In casa                                                               | Risultato                                                             | Ospiti                                                                | Competizione                                                          | Reti                                                                  | Note                                                                  |
| --------------------------------------------------------------------- | --------------------------------------------------------------------- | --------------------------------------------------------------------- | --------------------------------------------------------------------- | --------------------------------------------------------------------- | --------------------------------------------------------------------- | --------------------------------------------------------------------- | --------------------------------------------------------------------- |
| 3-8-1936                                                              | Berlino                                                               | Stati Uniti                                                           | 0 – 1                                                                 | Italia                                                                | Olimpiadi 1936 - Ottavi di finale                                     | -                                                                     |                                                                       |
| 7-8-1936                                                              | Berlino                                                               | Giappone                                                              | 0 – 8                                                                 | Italia                                                                | Olimpiadi 1936 - Quarti di finale                                     | 4                                                                     |                                                                       |
| 10-8-1936                                                             | Berlino                                                               | Norvegia                                                              | 1 – 2 dts                                                             | Italia                                                                | Olimpiadi 1936 - Semifinale                                           | -                                                                     |                                                                       |
| 15-8-1936                                                             | Berlino                                                               | Austria                                                               | 1 – 2 dts                                                             | Italia                                                                | Olimpiadi 1936 - Finale                                               | -                                                                     | 1º titolo                                                             |
| Totale                                                                |                                                                       | Presenze                                                              | 4                                                                     |                                                                       | Reti                                                                  | 4                                                                     |                                                                       |

### Record
- Unico calciatore insieme a Gigi Riva, Roberto Bettega, Francesco Pernigo, Omar Sívori e Alberto Orlando[2] ad aver segnato una quaterna[1] con la maglia della nazionale italiana.

## Palmarès

### Club

#### Competizioni nazionali
- Prima Divisione: 1

Viareggio : 1932-1933

### Nazionale
- Oro olimpico: 1

Berlino 1936